# Будини (народ)
Будини (дав.-гр. Βουδῖνοι, Boudinoi) — стародавній народ, що за Геродотом мешкав у Скіфії, на північ від савроматів й межував з неврами, імовірно в межах сучасних України та Російської Федерації. З племенем будинів зазвичай пов'язують поселення юхнівської культури.
Геродот пише, що будини були численні, блакитноокі та рудоволосі і вели кочовий спосіб життя. До числа основних занять будинів відносились мисливство та рибальство.

## Античні згадки
Описуючи плем'я, Геродот вказував:

| «Якщо перейти річку Танаїс, там уже не Скіфія, але перша її частина належить савроматам, які живуть у країні, що починається від затоки Меотійського озера і простягається на північ на відстань п'ятнадцяти днів шляху, і вся ця країна позбавлена дерев і диких, і культурних. Над ними живуть будини в країні, що вся заросла різними деревами. Вище над будинами на півночі спершу простягається пустеля на відстань семи днів шляху... ... Щодо будинів, то це велике і численне плем'я і всі вони мають зовсім блакитні очі і руде волосся. В їхній країні побудовано дерев'яне місто, що називається Гелон. Кожна частина його муру має завдовжки тридцять стадій, а мур високий і дерев'яний. І житла в них дерев'яні, а також і святилища. Є там святилища еллінських богів, обладнані по-еллінському, із статуями і жертовниками і з внутрішніми дерев'яними храмами. У кожні три роки вони святкують діонісії і вакхічно божеволіють. А гелони — це первісно елліни, що виселилися з емпоріїв і оселилися з будинами. Вони користуються то скіфською, то еллінською мовами. А будини користуються не тією мовою, що гелони, і спосіб життя в них інший, бо будини — тубільці, кочовики і лише вони в тій країні харчуються кедровими горішками. Гелони обробляють землю і споживають збіжжя і є в них сади і вони не схожі на будинів ні зовнішністю, ні кольором шкіри та волосся. Елліни називають також будинів гелонами, але це неправильно. Їхня країна вся вкрита різноманітним лісом, а в найбільшій гущавині лісу є велике і повноводне озеро, а також болото і навколо нього очерет. У тому озері ловлять видр та бобрів і ще інших звірів із квадратними мордами. З їхніх шкур шиють собі зимовий одяг, а їхні ядерця корисні для лікування маткових хвороб.» |
Також Геродот згадує будинів серед скіфських племен, що брали участь у війні проти Дарія, який вторгся в межі Скіфії (VI століття до н. е.)
Інші античні автори нічого нового не додають про будинів й більш зацікавлені дивовижною твариною, що мешкає біля озера у гущі лісів, яку називають тарандусом (сучасні дослідники схильні ототожнювати цю тварину з північним оленем).

## Сучасні дослідження
На думку Василя Татіщева, існує імовірність того що будини (дудини) яких описав Геродот є
дуліби (дудлібами), тобто племенем часів зародження Київської Русі, яке зробило значний внесок у формування українського народу . Доказами цієї версії є близька співзвучна форма обох назв, крім того, етнонім "будини" по звучанню є типово слов'янським. Варто звернути увагу на те що до складу дулібів входили "бужани".
Енциклопедія Британіка 1911 року ототожнює будинів з гілкою угрофінів, з якої утворились народи комі й удмуртів.
Деякі дослідники ототожнюють місто Гелон з Більським городищем на Полтавщині. Інше велике городище вивчене академіком Рибаковим біля села Вщиж (південь Жуковського району Брянської області РФ), у якому був один з центрів поклоніння балто-слов'янській богині Ладі.
На думку Б. О. Рибакова, будини археологічно відповідають балтським або слов'янським народам юхнівської культури. Апелюючи до численності будинів, Б. М. Граков відводив їм весь простір від воронезьких до полтавських лісостепів, покритий, на його думку, єдиною (з несуттєвими відмінностями) археологічною культурою.
Фабриціус І. В. вважала за територію будинів, які разом з неврами та аротерами були основою південної гілки слов'ян, Середнє Подніпров'я з центром у Посуллі.